# Kanjika
Kanjika (alimento funcional indiano, também abreviado como kanji) é um prato, originário do subcontinente indiano, no qual a fermentação láctica é a etapa terminal no processamento de alimentos; é adequado para veganos, pois é preparado a partir de matéria-prima de origem vegetal e sem produtos lácteos. Este é um líquido ácido produzido a partir da fermentação acetosa de arroz em pó e flocos de arroz seco (habala pethi).
Kanjika-satwa é um kanjika seco. O kanjika pode ser preparado com cevada ou painço no lugar do arroz. Às vezes, folhas de bambu são adicionadas junto com rabanete na mistura de fermentação. Bolas de lentilha fritas (Urid wada) também são combinadas com kanjika. Este prato é conhecido como kanjiwada.
Há uma hipótese de que este termo tenha originado os nomes "canjica" e "canja".